# Eric Coleman (fútbol americano)
Eric Gerard Coleman (Denver, 27 de diciembre de 1966) es un exjugador estadounidense de fútbol americano que ocupaba en la posición de defensive back en la Liga Nacional de Fútbol (del inglés: National Football League) a fines de la década de 1980. Jugó fútbol americano universitario en la Universidad de Wyoming, siendo reclutado por los New England Patriots en el Draft de la NFL de 1989.